# 野口正明
野口正明（1925年3月7日—2004年3月24日）為日本的棒球選手，出生於福岡縣飯塚市。他曾效力於日本職棒西武獅等，守備位置為投手，1954年退休，生涯通算83勝。